# Sarang Helang
Sarang Helang is een bestuurslaag in het regentschap Asahan van de provincie Noord-Sumatra, Indonesië. Sarang Helang telt 1139 inwoners (volkstelling 2010).